# Wojciech Drewski
Wojciech Drewski (ur. 17 marca 1970 w Gdyni) – polski kick-boxer i taekwondzista wagi ciężkiej, 2gi Vicemistrz Europy, dwukrotny mistrz Polski oraz zdobywca Pucharu Polski w kick-boxingu, mistrz Polski w taekwondo, medalista Mistrzostw Europy w hapkido, instruktor sportów walki, trener personalny. Prywatnie żonaty, ojciec trójki dzieci.  

## Kariera sportowa
Od dziecka związany ze sportem, z początku odnosił sukcesy w piłce ręcznej. Dopiero pod koniec podstawówki zainteresował się sportami walki. Początkowo było to taekwondo, dopiero po kilku latach doszedł do niego kick-boxing, w którym Wojciech odniósł swoje największe sportowe sukcesy. 

### Czarne Pasy (Stopnie Mistrzowskie)
- 1 Dan WTF taekwondo
- 1 Dan hapkido

### Sukcesy
Kick-boxing:
- Puchar Polski 1998
- 1 m-ce Mistrzostwa Polski 1998
- 1 m-ce Mistrzostwa Polski 1999
- 3 m-ce Mistrzostwa Europy w semi-kontakcie (1998 Kijów, Ukraina)[1]
- 5-8 m-ce Puchar Świata (1999 Piacenza, Włochy)
- 5-8 m-ce Mistrzostwa Świata (1997 Caorle, Włochy)

Taekwondo:
- 1 m-ce I Międzynarodowe Mistrzostwa Polski (1989)
- 1 m-ce Międzynarodowe Mistrzostwa Litwy (1992)
- 2 m-ce X Mistrzostwa Polski (1990)
- 2 m-ce XI Mistrzostwa Polski (1992)
- 2 m-ce XII Mistrzostwa Polski (1993)
- 3 m-ce International Open Austrian Championship (1992)
- 3 m-ce Mistrzostwa Polski (1998)
- 5-8 m-ce Puchar Świata (1991 Zagrzeb, Chorwacja)[2]

Hapkido:
- 3 m-ce Mistrzostwa Europy (1996)

## Życie zawodowe
Zarówno pełna sukcesów kariera sportowa, jak i chęć dzielenia się pasją z innymi w znacznym stopniu ukształtowały życie zawodowe Wojciecha Drewskiego. Wpłynęły na decyzję o studiowaniu na Akademii Wychowania Fizycznego i Sportu na kierunku nauczycielskim (1998-2003), gdzie obronił tytuł magistra pracą dotyczącą korelacji między osobowością dzieci, a ich zaangażowaniem w sporty wyczynowe. Studiując uzyskał kwalifikacje instruktorskie w uwielbianym przez siebie taekwondo i w pływaniu. Po studiach udało mu się zrealizować marzenia o pracy z młodzieżą i zarażaniu dzieci i nastolatków miłością do sportu. Do jego ulubionych doświadczeń należy praca w charakterze trenera przygotowania fizycznego grup młodzieżowych w szkółce piłkarskiej Akademii Sportowej Pomorze. 